# Wigwam (canción)
«Wigwam» —en español: «Cabaña de indios»— es una canción del músico estadounidense Bob Dylan, publicada en el álbum de estudio Self Portrait. La canción fue también publicada como primer y único sencillo del álbum y alcanzó el top 10 en varios países a nivel global. La pista básica de la canción, con la voz de Dylan cantando únicamente «la la la» a lo largo del tema, fue grabada a comienzos de marzo de 1970 en Nueva York. A finales del mismo mes, el productor Bob Johnston sobregrabó instrumentos de viento en Nashville, Tennessee sin la presencia de Dylan. 
Varios cantantes han versionado la canción, incluyendo Drafi Deutscher, cuya versión fue top 20 en Alemania.

## Grabación
«Wigwam» fue grabada durante las sesiones del álbum Self Portrait, producido por Bob Johnston. La pista básica fue grabada el 4 de marzo de 1970, en el estudio A de Columbia Recording Studios de Nueva York, y fue etiquetada como «New Song 1» en la etiqueta de la caja. Los músicos que participaron en la grabación, además de Dylan, fueron el guitarrista David Broomberg y el pianista Al Kooper.
El 20 de abril de 2013, una versión primeriza de «Wigwam» fue publicada como sencillo para el Record Store Day, y el 27 de agosto del mismo año apareció en el recopilatorio The Bootleg Series Vol. 10: Another Self Portrait (1969-1971). El 17 de marzo de 1970, Johnston llevó a cabo varias sobregrabaciones sobre la pista básica en los Columbia Recording Studios de Nashville. Dylan no estuvo presente en esta sesión.
La canción no incluye letra, solo la voz de Dylan cantando «la la la» a lo largo del tema, acompañado por arreglos de una sección de vientos semejantes a una banda de mariachis y de estilo tex-mex. La canción también fue descrita como «música de hoguera» y como sujeto de un «resplandor nebuloso».

## Publicación
«Wigwam» fue publicado en Self Portrait el 8 de junio de 1970 y como sencillo en julio del mismo año, con «Cooper Kettle» como cara B. El sencillo alcanzó el top 10 en Bélgica, Dinamarca, Francia, Malasia, Países Bajos, Singapur y Suiza, y fue top 40 en Canadá y Alemania. En los Estados Unidos, el sencillo alcanzó el puesto 41 en la lista Billboard Hot 100 y el 13 en la lista Easy Listening Chart.

## Posición en listas
| Lista          | Posición |
| -------------- | -------- |
| Bélgica        | 9        |
| Canadá         | 17       |
| Países Bajos   | 3        |
| Alemania       | 33       |
| Malasia        | 8        |
| Suiza          | 9        |
| Estados Unidos | 41       |